# Ambohibe
Ambohibe is een plaats en commune in het oosten van Madagaskar, behorend tot het district Vavatenina, dat gelegen is in de regio Analanjirofo. Tijdens een volkstelling in 2001 telde de plaats 15.553 inwoners.
De plaats biedt naast lager onderwijs ook middelbaar onderwijs aan. 95 % van de bevolking werkt als landbouwer. Het belangrijkste landbouwproduct is koffie; andere belangrijke producten zijn bananen, kruidnagelen en lychee. Verder is 5% actief in de dienstensector.